# Ponikiew (Płociczno)
Ponikiew (niem. Neues Vorwerk; w użyciu także nazwa Ponikiew-Folwark) – część wsi Płociczno w Polsce, położona w województwie zachodniopomorskim, w powiecie wałeckim, w gminie Tuczno.
W latach 1975–1998 Ponikiew administracyjnie należała do województwa pilskiego.